# 八代弥
八代 弥（やしろ わたる、1994年3月3日 - ）は、日本将棋連盟所属の棋士。青野照市九段門下。棋士番号は287。静岡県賀茂郡東伊豆町出身。

## 棋歴

### プロ入り前
将棋を覚えたのは小学校1年生の頃。ちょうど東伊豆町から隣の伊東市に引っ越すタイミングで、中学校教師である父から教わった。4年生になって伊東の支部の小さな道場に行くようになり、5年生のときに奨励会を受験するも不合格。師匠の勧めもあり研修会へ入会。月に2回ほど東京に通った。

### 奨励会
2005年9月、6級で奨励会に入会。後にプロ棋士となる会員としては珍しく、入会後間もなく成績不振により“B”と言われる降級点を喫し、7級降級の危機に瀕するなどで、最初の昇級に1年を費やした。八代本人は後の四段昇段内定のインタビューで、この6級当時の辛いときに周囲の応援が励みになった旨を述懐した。それからしばらく順調に昇級を続け、2008年2月に初段に昇段。しかし、そこで再び長いトンネルに入り、2009年7月にようやく二段昇段。
二段では再び順調に勝ち星を重ね、2010年3月に三段に昇段。これに伴い2010年度前期（第47回）より三段リーグに参加。4期目となる2011年度後期（第50回）で14勝4敗・2位の成績を修め、地元の高校を卒業するタイミングの2012年4月1日付けでプロ入り。また、第1期（2011年度）加古川青流戦にも三段として参加、初戦でプロ棋士歴9年の藤倉勇樹四段から白星を挙げた。

### プロ入り後
2015年度のNHK杯戦に初出場、本戦1回戦で村山慈明と対戦したものの敗退。
2017年2月11日、2016年度の第10回朝日杯将棋オープン戦で一次予選から勝ち上がり棋戦初優勝。同棋戦の歴代優勝者の中で、八代の22歳11か月は当時の最年少記録、五段での優勝も同棋戦史上初、更に一次予選から出場した棋士の優勝も同棋戦史上初であった。また、全棋士参加棋戦での優勝により、同日付で六段に昇段した。
2018年4月15日（放送日）、NHK杯戦に朝日杯優勝のシード枠で出場したが、1回戦で初出場の安用寺孝功六段に敗れた。
2019年4月23日、第32期竜王戦3組準決勝で三枚堂達也に勝って連続昇級を決め、七段に昇段した。この対戦相手の三枚堂もまた連続昇級による七段昇段が掛かっており、この対局は文字通りの「七段昇段者決定戦」であった。八代にとっての「平成最後の対局」で七段昇段となった。
2021年3月24日、第34期竜王戦2組準決勝で当時の名人位であった渡辺明に勝利し、本戦出場と共に1組への昇級を決めた。これにより2021年度の八代は竜王戦では最上位クラスの1組、順位戦では最下位クラスのC級2組に属することになり、1995年度の先崎学以来、26年ぶりの2例目となった。本戦トーナメントでは三枚堂達也、久保利明を破り準決勝まで進出するも、ランキング戦2組決勝で敗れた藤井聡太に再び黒星を喫し敗退となった。
2021年12月10日、第35期竜王戦1組1回戦で稲葉陽に勝利し、史上初2期連続竜王戦1組、順位戦C級2組所属が確定した。準々決勝では前期も対局し勝利した渡辺明に勝利した。
第93期棋聖戦・二次予選決勝で屋敷伸之に勝ち、本戦トーナメント進出。第6期叡王戦・段位別予選決勝で横山泰明に勝ち、本戦トーナメント進出。
2022年度にはNHK杯戦でベスト4入り。
2024年11月7日、第37期竜王戦2組昇級者決定戦決勝で佐藤天彦に勝利し、1組への昇級を決めた。これにより史上初再び竜王戦では最上位クラスの1組、順位戦では最下位クラスのC級2組に属することになった。

## 棋風
本人によると、居飛車党で矢倉戦法を好むという。横歩取りも指す。
順位戦に星が集まらない棋士の1人として知られる。プロ入り同期の斎藤慎太郎とプロ入り後10年間、2022年3月末までの成績を比較すると、単純な勝率では八代が.653(441局-288勝)、斎藤が.661(422局-279勝)と高い水準で拮抗しながら、順位戦に限れば昇級経験の無い八代に対して斎藤は2度の名人挑戦権を獲得と対照的な結果となっている。その間に竜王戦では1組まで昇級しており、必ずしも長時間棋戦を苦手としているわけではない。

## 人物
同世代の将棋棋士である高見泰地とは「親友にしてライバル」と評されており、他の棋士からも「二人の仲の良さは入り込めない」と言われている。
趣味はダーツとカラオケ。同世代の棋士とお酒を飲みに行くのも好きであると語っている 。
2023年2月10日、一般女性と結婚。

## 昇段履歴
昇段規定は、将棋の段級 を参照。
- 2005年09月00日 ：  6級（小学6年） = 奨励会入会 [2]
- 2006年09月00日 ：  5級（中学1年）
- 2007年01月00日 ：  4級（　〃　）
- 2007年03月00日 ：  3級（　〃　）
- 2007年05月00日 ：  2級（中学2年）
- 2007年11月00日 ：  1級（　〃　）
- 2008年02月00日 ：  初段（　〃　）
- 2009年07月00日 ：  二段（高校1年）
- 2010年03月00日 ：  三段（第47回奨励会三段リーグ〈2010年度前期〉より三段リーグ参加）[2]
- 2012年04月01日 ： 四段（第50回奨励会三段リーグ成績2位） = プロ入り[2]
- 2015年05月12日 ： 五段（竜王ランキング戦連続2回昇級、通算82勝44敗）[10]
- 2017年02月11日 ： 六段（第10回朝日杯将棋オープン戦優勝、通算133勝74敗）[11]
- 2019年04月23日 ： 七段（竜王ランキング戦連続昇級、通算197勝108敗）[4]
- 2025年07月10日 ： 八段（勝数規定／七段昇段後公式戦190勝、通算387勝198敗）[12][13]

## 主な成績

### 棋戦優勝
- 朝日杯将棋オープン戦　1回（2016年度・第10回）

非公式戦優勝
- ABEMA地域対抗戦　1回（2024年度・第1回）

### 将棋大賞
- 第44回（2016年度） - 新人賞

### 在籍クラス
| 開始 年度 | (出典)順位戦出典 | (出典)順位戦出典 | (出典)順位戦出典 | (出典)順位戦出典 | (出典)順位戦出典 | (出典)順位戦出典 | (出典)順位戦出典 | (出典)順位戦出典 | (出典)竜王戦出典 | (出典)竜王戦出典 | (出典)竜王戦出典 | (出典)竜王戦出典 | (出典)竜王戦出典 | (出典)竜王戦出典 | (出典)竜王戦出典 | (出典)竜王戦出典 | (出典)竜王戦出典 | (出典)竜王戦出典 |
| 開始 年度 | 期               | 名人             | A級              | B級              | B級              | C級              | C級              | 0                | 期               | 竜王             | 1組              | 2組              | 3組              | 4組              | 5組              | 6組              | 決勝 T           |                  |
| 開始 年度 | 期               | 名人             | A級              | 1組              | 2組              | 1組              | 2組              | 0                | 期               | 竜王             | 1組              | 2組              | 3組              | 4組              | 5組              | 6組              | 決勝 T           |                  |
| --- | ---------------- | ---------------- | ---------------- | ---------------- | ---------------- | ---------------- | ---------------- | ---------------- | ---------------- | ---------------- | ---------------- | ---------------- | ---------------- | ---------------- | ---------------- | ---------------- | ---------------- | ---------------- |
| 2012 | 71               |                  |                  |                  |                  |                  | C246             | 6-4              | 26               |                  |                  |                  |                  |                  |                  | 6組              | --               | 2-2              |
| 2013 | 72               |                  |                  |                  |                  |                  | C217             | 5-5              | 27               |                  |                  |                  |                  |                  |                  | 6組              | --               | 8-1              |
| 2014 | 73               |                  |                  |                  |                  |                  | C222             | 6-4              | 28               |                  |                  |                  |                  |                  | 5組              |                  | --               | 4-1              |
| 2015 | 74               |                  |                  |                  |                  |                  | C215             | 8-2              | 29               |                  |                  |                  |                  | 4組              |                  |                  | --               | 1-2              |
| 2016 | 75               |                  |                  |                  |                  |                  | C204             | 7-3              | 30               |                  |                  |                  |                  | 4組              |                  |                  | --               | 1-2              |
| 2017 | 76               |                  |                  |                  |                  |                  | C204             | 5-5              | 31               |                  |                  |                  |                  | 4組              |                  |                  | --               | 5-1              |
| 2018 | 77               |                  |                  |                  |                  |                  | C219             | 5-5              | 32               |                  |                  |                  | 3組              |                  |                  |                  | --               | 3-1              |
| 2019 | 78               |                  |                  |                  |                  |                  | C226             | 6-4              | 33               |                  |                  | 2組              |                  |                  |                  |                  | --               | 2-2              |
| 2020 | 79               |                  |                  |                  |                  |                  | C219             | 6-4              | 34               |                  |                  | 2組              |                  |                  |                  |                  | 2-1              | 3-1              |
| 2021 | 80               |                  |                  |                  |                  |                  | C220             | 6-4              | 35               |                  | 1組              |                  |                  |                  |                  |                  | --               | 2-2              |
| 2022 | 81               |                  |                  |                  |                  |                  | C219             | 7-3              | 36               |                  | 1組              |                  |                  |                  |                  |                  | --               | 0-2              |
| 2023 | 82               |                  |                  |                  |                  |                  | C211             | 8-2              | 37               |                  |                  | 2組              |                  |                  |                  |                  | --               | 3-1              |
| 2024 | 83               |                  |                  |                  |                  |                  | C204             | 6-4              | 38               |                  | 1組              |                  |                  |                  |                  |                  | 0-1              | 4-0 (1位)        |
| 2025 | 84               |                  |                  |                  |                  |                  | C218             | -                | 39               |                  | 1組              |                  |                  |                  |                  |                  | --               | -                |
| 順位戦、竜王戦の 枠表記 は挑戦者。右欄の数字は勝-敗(番勝負/PO含まず)。 順位戦の右数字はクラス内順位 ( x当期降級点 / *累積降級点 / +降級点消去 ) 順位戦の「F編」はフリークラス編入 /「F宣」は宣言によるフリークラス転出。 竜王戦の 太字 はランキング戦優勝、竜王戦の 組(添字) は棋士以外の枠での出場。 |                  |                  |                  |                  |                  |                  |                  |                  |                  |                  |                  |                  |                  |                  |                  |                  |                  |                  |

### 年度別成績
| 年度             | 対局数 | 勝数 | 負数 | 勝率   | (出典) | 通算成績 | 通算成績 | 通算成績 | 通算成績 | 通算成績 |
| ---------------- | ------ | ---- | ---- | ------ | ------ | -------- | -------- | -------- | -------- | -------- |
| 2012年度         | 41     | 28   | 13   | 0.6829 | [ 16 ] | 対局数   | 勝数     | 負数     | 勝率     | (出典)   |
| 2013年度         | 36     | 19   | 17   | 0.5277 | [ 17 ] |          |          |          |          |          |
| 2014年度         | 46     | 33   | 13   | 0.7173 | [ 18 ] |          |          |          |          |          |
| 2015年度         | 44     | 27   | 17   | 0.6136 | [ 19 ] |          |          |          |          |          |
| 2016年度         | 47     | 30   | 17   | 0.6382 | [ 20 ] |          |          |          |          |          |
| 2017年度         | 32     | 19   | 13   | 0.5937 | [ 21 ] |          |          |          |          |          |
| 2018年度         | 55     | 38   | 17   | 0.6909 | [ 22 ] |          |          |          |          |          |
| 2019年度         | 39     | 20   | 19   | 0.5128 | [ 23 ] |          |          |          |          |          |
| 2020年度         | 46     | 34   | 12   | 0.7391 | [ 24 ] |          |          |          |          |          |
| 2012-2020 (小計) | 386    | 248  | 138  |        |        | 通算成績 | 通算成績 | 通算成績 | 通算成績 | 通算成績 |
| 年度             | 対局数 | 勝数 | 負数 | 勝率   | (出典) | 対局数   | 勝数     | 負数     | 勝率     | (出典)   |
| 2021年度         | 55     | 40   | 15   | 0.7272 | [ 25 ] | 441      | 288      | 153      | 0.6530   | [ 26 ]   |
| 2022年度         | 38     | 22   | 16   | 0.5789 | [ 27 ] | 479      | 310      | 169      | 0.6471   | [ 28 ]   |
| 2023年度         | 50     | 39   | 11   | 0.7800 | [ 29 ] | 529      | 349      | 180      | 0.6597   | [ 30 ]   |
| 2024年度         | 47     | 31   | 16   | 0.6595 | [ 31 ] | 576      | 380      | 196      | 0.6597   | [ 32 ]   |
| 2021-2023 (小計) | 190    | 132  | 58   |        |        |          |          |          |          |          |
| 通算             | 576    | 380  | 196  | 0.6597 | [ 32 ] |          |          |          |          |          |
| 2024年度まで     |        |      |      |        |        |          |          |          |          |          |

### その他の記録
- 朝日杯将棋オープン戦の一次予選から出場による優勝（第10回 史上初。後に藤井聡太も達成）
- 竜王戦1組かつ順位戦C級2組在籍（2022-2023年、2025- 年度、先崎学に続き史上2人目。2期以上の在籍、2度目の在籍はいずれも史上初）
- 順位戦C級2組在籍による竜王戦1組優勝（2025年度、史上初[33]）
- 順位戦C級2組から昇級なしでの八段昇段（2025年度、史上初）

## 著書
- 徹底解明！横歩取りの最重要テーマ（2018年2月、マイナビ出版、ISBN 978-4-839-964047）